# Bit.Trip Saga
Bit.Trip Saga est une compilation de jeux vidéo développé par Gaijin Games et édité par Aksys Games, sorti en 2011 sur Nintendo 3DS.

## Titres inclus
La compilation inclut les jeux Bit.Trip Beat, Bit.Trip Core, Bit.Trip Void, Bit.Trip Runner, Bit.Trip Fate et Bit.Trip Flux.

## Accueil
- IGN : 8/10[1]